# Annaphila casta
Annaphila casta là một loài bướm đêm trong họ Noctuidae.